# Cratere Adams (Marte)
Adams è un cratere sulla superficie di Marte.
Il cratere è dedicato all'astronomo statunitense Walter Sydney Adams.